# Piros Arany
Piros Arany är en starkt saltad ungersk paprikakräm på tub. Namnet betyder det "röda guldet" på ungerska. Den finns vanligen i smakerna mild eller söt (ofta märkt édes) och stark (ofta märkt erős), och används i matlagningen, men även på smörgåsar.